# Мартин, Ида
Ида Мартин (настоящее имя Наталья Сергеевна Платонова; род. 9 сентября 1974, Москва) — российская писательница, автор подростковой литературы, копирайтер, журналист.
Лауреат премии «Рукопись года». Окончила Литературный институт имени Горького.  Член Союза Детских и Юношеских писателей.
Автор серии романов в жанре young-adult, таких как: «Дети Шини», «То, что делает меня», «Время. Ветер. Вода», «Твой последний шазам», «Всё зелёное», «Пуговицы», «К востоку от Евы» и других.

## Биография
Имеет три высших образования.
После окончания школы в 1991 году поступила в МАДИ на кафедру мостов и дорожных тоннелей.
С 2000 по 2003 год обучалась на кафедре журналистики Института бизнеса и политики.
Работала в крупных компаниях бренд-менеджером и менеджером по рекламе и PR.
В 2015 году окончила Литературный институт имени А. М. Горького.
Публиковалась в журналах «Москва», «Химия и жизнь», «Юность», «Литературной газете», альманахе «Тверская 25» и других периодических изданиях. Рассказ «Бабочка и тигр» входит в состав сборника АСТ «О любви».
Есть две дочери: Ксения (1999) и Софья (2001).

## Псевдоним
Ида Мартин о своем псевдониме:
Сразу хочу сказать, что он не придумывался специально для серии, книги и вообще не был предназначен для работы с издательствами. И это не продуманный закос под зарубежку. 
Это обычный сетевой псевдоним, который был создан 10 лет назад с одной единственной целью – поучаствовать в анонимном литературном конкурсе на Самиздате (СИ).
По условиям, участник должен был быть женщиной и скрываться под каким-нибудь вымышленным именем, хоть Рапунцель, хоть Алёнушка. Но это только кажется, что выдумать себе разовый ник проще простого. Как только дело доходит до дела, внезапно нападает страшный ступор. Вот в тот раз со мной так и было, пока взгляд не упал на полку с книгами. Джек Лондон «Мартин Иден». Я подумала, а почему бы и нет? Мартин Иден, только женский вариант. Очень даже хорошо, потому что он крутой и классный персонаж.
Если бы я знала, что дело зайдет так далеко, то, наверное, провела бы не одну бессонную ночь, выдумывая что-то более соответствующее реалиям. Просто тот раздел, созданный под это имя и удачно поучаствовавший в том конкурсе, потянул за собой долгую творческую историю обитания на СИ, оброс знакомствами и репутацией. И когда мне понадобились первые читатели для ДШ, я конечно же сразу отправилась туда и, не долго думая, вывалила весь текст в свой раздел. Читатели, конечно, появились, а вместе с ними нагрянули и наши вездесущие пираты, которые быстренько растащили ДШ по сети.
Так что к моменту предложения от издательства вопрос об изменении авторского имени уже и не поднимался. Было бы странно, если бы одна и та же книга публиковалась под разными именами.
Вот, собственно, и вся история. Не сильно загадочная, но правдивая на 100%.

### Дети Шини
Шестнадцатилетняя Тоня живёт, отгородившись от чувств и волнений, но видеозапись девятиклассницы Кристины, обвинившей Тоню и ещё шестерых таких же одиночек в своей смерти, безжалостно переворачивает её привычный, упорядоченный и закрытый мир.
Ролик стремительно приобретает популярность в сети. А интернет-сообщество решительно настроено наказать «убийц» Кристины.
Что же остается делать, когда «никто никого не любит», тебе шестнадцать, а весь мир против тебя?
«Дети Шини» — это повесть  о том, как на самом деле люди нужны друг другу. О важности взаимопонимания и поддержки. О сострадании и прощении. О подростковых переживаниях и поиске ответов на главные вопросы. Кроме того, она о ярлыках и штампах, о шорах на глазах, об обратной стороне эгоизма и отгороженности. А ещё она о взрослых. Впрочем, основным лейтмотивом в ней, конечно же, является любовь, которая, как известно, сильнее несправедливости, зла и даже смерти.

### То, что делает меня
Одиннадцатиклассник Никита вынужден переехать к от цу и отправиться в новую школу. Но прежде чем он успевает познакомиться со своими непростыми одноклассниками, ему в руки попадает чужой загадочный телефон. Однако все начинается не с таинственных сообщений, приходящих на этот сотовый, и не с прекрасной рыжеволосой девушки, заставившей его с первого взгляда потерять голову. Все начинается с твердого решения Никиты — доказать всем, что он чего-то стоит.

### Время. Ветер. Вода
Все началось с голубя?
Или, быть может, с разорванных джинсов?
Этого Вита точно не знает.
Однако впервые за шестнадцать лет оставшись на целый месяц без родителей, она вынуждена не только в одиночку противостоять травле одноклассников, но и впустить в свою тихую домашнюю жизнь троих ребят, стремительно вовлекших ее в бурный водоворот событий, тайн и чувств.
Это знакомство, неожиданное путешествие и головокружительная любовь окажутся серьезным испытанием для скромной, доверчивой девушки с прекрасным воображением и открытым сердцем.

### Твой последний шазам
Жаркое лето, каникулы, свобода и оглушительная любовь. Недетские проблемы, опрометчивые решения, эмоции и юношеский максимализм.
Семнадцатилетней Тоне не впервой столкнуться с обвинениями в смерти человека, но одно дело знать о своей невиновности и совсем другое — верить на слово тому, кого любишь.
Могут ли пятеро парней, отправившись на подработку в заброшенный лагерь заскучать? Обойтись без приключений, девчонок, полиции и драк? Однако, чем лучше они узнают друг друга, тем сложнее становится Никите сохранить их дружбу.
Мама неоднократно предупреждала Виту, что Артем для нее "слишком взрослый", "слишком красивый", "слишком раскрепощенный", но в любви голос разума бессилен. Отчаянно пытаясь высвободиться из сетей собственных чувств, Вита все больше запутывает опасный клубок...

### Все зеленое
Вита думала, что умрет от любви. Но не умерла.
Тоня не хотела думать о любви, но ей пришлось.
Никита ищет любовь, а Зоя от неё бежит.
Всё очень запуталось и усложнилось, когда до конца лета осталась всего пара беззаботных недель, а попасть в "самое счастливое место на Земле" всем нужно немедленно.
На этом пути к счастью, каждому из них предстоит открыть для себя любовь с новой стороны, определиться с чувствами и выбором, а также преодолеть массу непредвиденных препятствий.

### Только не для взрослых
Они молоды, безрассудны и всесильны.
Они совершают глупости, рискуют, идут напролом, нарушают правила, дружат безвозмездно и любят до умопомрачения.
Тоня узнает секрет своих родителей и неожиданно теряет любимого человека, Никита не может решить, кому из девушек должен достаться лунный пирог Юэбин, а Вита вынуждена ходить в школу под присмотром охранника.
Но если Дед Мороз — твой знакомый блогер, а от опасностей можно спрятаться в Нарнии, то все оказывается не так уж и страшно, даже если сражаться приходится со всем взрослым миром.

### Пуговицы
Каждую ночь Микки мучает один и тот же кошмар. Она уверена, что это как-то связано с учительницей физкультуры, исчезнувшей прошлой весной. Внезапно найденный возле школы труп лишь усиливает подозрения Микки: она решает выяснить, кто стоит за страшным преступлением. Но чем больше Микки узнает, тем сложнее становится удержаться за реальность и не пропасть в лабиринтах хаоса. Ее родственники, учителя и друзья - все от нее что-то скрывают. Ее чувствами манипулируют, упорядоченный мир разваливается на части, а способный вытащить из всего этого нарисованный парень никак не приходит. И чтобы распутать клубок тайн, Микки должна сделать самое важное - разобраться в себе и посмотреть своим детским страхам в глаза.

### Пусть это буду я
Восемнадцатилетним двойняшкам Коле и Люсе поступает предложение от известного писателя Гончара: стать прототипами героев его новой книги. Взамен он обещает им гонорар, проживание в старинном особняке в центре Москвы, интересное общество и перспективы. От ребят не требуется ничего, кроме доверительного разговора. Брату с сестрой, выросшим без родительской заботы, возможность прикоснуться к богемной столичной жизни кажется чем-то поистине волшебным. Вот только позже выясняется, что дом писателя полон секретов, странных жильцов, распорядков и правил. Внутренние двери запрещено запирать на ключ, пропуск обеда грозит обернуться наказанием, а существование пятого этажа и вовсе не принимается в расчет. Со временем двойняшки понимают, что и у писателя на них совсем другие планы. Но какие тайны хранят постояльцы дома? И что их всех связывает?

### Звезды сделаны из нас
Глеб привык жить обороняясь. Он изгой и носит странное прозвище — Святоша. Для него нет ничего важнее, чем смирение и принятие, пока в один прекрасный день не погибает его злейший враг. Нелли реставрирует кукол, красит волосы в розовый цвет, вызывающе одевается и старательно избегает своих одноклассников. До тех пор, пока в их школе не появляется новенький. Между Глебом и Нелли тысячи километров, но их объединяют похожие проблемы, интернет и необычный спор. Кто из них сможет первым превратиться в звезду?

### Сердце Гудвина
У одиннадцатиклассниц Алисы и Ксюши на носу выпускные экзамены, но когда на улице весна и воздух наполнен ожиданием любви, меньше всего хочется думать об учёбе.
Девушки составляют собственный рейтинг мужской красоты, мечтают стать журналистками и подыскивают платья к выпускному.
Ксюша не знает, на ком из парней остановить свой выбор, а Алисе пишет таинственный поклонник под ником Гудвин.
Казалось бы, не происходит ничего необычного, вот только за пылкими признаниями в любви Алиса отчётливо ощущает надвигающуюся угрозу.
Кто же такой Гудвин? Близкий друг? Одноклассник? Учитель? Ей необходимо срочно это выяснить, пока не случилось непоправимое.
Однако сделать это не так-то просто, ведь любовь ослепляет, а внезапная ссора с подругой грозит обернуться трагедией.

### К востоку от Евы
Яну девятнадцать, он спокойный, рассудительный и нравится девушкам. Однако сердце его остается свободным, пока он не встречает Еву. Ту самую, как ему кажется, единственную, с которой его свела судьба.
Вот только времени, чтобы разобраться в своих чувствах, у Яна нет. Вскоре после их встречи Еву похищают прямо у него на глазах.
Ян потрясен и не знает, что ему предпринять. Обращение в полицию ничего не дает, ведь ему неизвестно, кто эта девушка, откуда и действительно ли ее зовут Ева.
Попытки разобраться со случившимся самостоятельно приводят его к веселой фантазерке Наташе, способной как помочь, так и навлечь на него беду.

## Публикации
- Ида Мартин. Дети Шини. — АСТ, Астрель СПб, 2017. — 480 с. — ISBN 978-5-17-105166-2.
- Ида Мартин. То, что делает меня. — АСТ, Астрель СПб, 2018. — 480 с. — ISBN 978-5-17-111253-0.
- Ида Мартин. Время.Ветер.Вода. — АСТ, Астрель СПб, 2019. — 416 с. — ISBN 978-5-17-117251-0.
- Ида Мартин. Твой последний шазам. — АСТ, 2020. — С. 480. — ISBN 978-5-17-123054-8.
- Ида Мартин. Всё зелёное. — АСТ, Астрель СПб, 2021. — 512 с. — ISBN 978-5-17-136256-0.
- Ида Мартин. Дети Шини. — АСТ, Астрель СПб, 2021. — 512 с. — ISBN 978-5-17-136257-7.
- Ида Мартин. Только не для взрослых. — АСТ, Астрель СПб, 2022. — 512 с. — ISBN 978-5-17-152646-7.
- Ида Мартин. Пуговицы. — Эксмо, 2023. — 416 с. — ISBN 978-5-04-171781-0.
- Ида Мартин. Пусть это буду я. — Эксмо, 2023. — 320 с. — ISBN 978-5-04-171837-4.
- Ида Мартин, Тори Ру. Звезды сделаны из нас. — АСТ, Астрель СПб, 2023. — 416 с. — ISBN 978-5-17-157925-8.
- Ида Мартин. То, что делает меня. — АСТ, Астрель СПб, 2023. — 512 с. — ISBN ISBN 978-5-17-157924-1.
- Ида Мартин. Время. Ветер. Вода. — АСТ, Астрель СПб, 2023. — 448 с. — ISBN ISBN 978-5-17-160566-7.
- Ида Мартин. Сердце Гудвина. — Эксмо, 2024. — ISBN ISBN 978-5-04-199847-9.
- Ида Мартин. К востоку от Евы. — АСТ, Астрель СПб, 2025. — 416 с. — ISBN ISBN 978-5-17-171608-0.